# Semiothisa gnophosarium
Semiothisa gnophosarium är en fjärilsart som beskrevs av Dyar 1902. Semiothisa gnophosarium ingår i släktet Semiothisa och familjen mätare. Inga underarter finns listade i Catalogue of Life.